# Boby Lapointe
Boby Lapointe, all'anagarafe Lapointe Robert Jean Francois Joseph Pascal (Pézenas, 16 aprile 1922 – Pézenas, 30 giugno 1972), è stato un cantante francese, noto soprattutto per i suoi testi ricchi di giochi di parole e ossimori.

## Il debutto ed il successo
Sposato con due figli, vede fallire il tentativo di aprire un negozio a Parigi, e di lì a poco divorzia. Cambia mestiere, per diventare installatore di antenne televisive, e nel frattempo scrive. È nel 1954 che inizia ufficialmente la sua carriera musicale: Bourvil e Gilles Grangier scelgono una delle sue canzoni (Aragon et Castille) per un passaggio musicale dove Bourvil canta, nel film Poisson d'avril. Sebbene né il film né la canzone abbiano successo, Lapointe è introdotto nell'ambiente parigino.
Il suo debutto avviene in un cabaret parigino (le Cheval d'Or), dove incontra Anne Sylvestre, Raymond Devos, Ricet Barrier e Georges Brassens, con i quali nasce una simpatia reciproca. Lapointe si fa notare soprattutto per la sua locuzione casuale e i suoi testi ricchi di giochi di parole. Diviene così l'attrazione principale del cabaret e attira l'attenzione del regista François Truffaut. Quest'ultimo decide di fargli rivestire il ruolo di cantante da bar nel suo nuovo film Tirate sul pianista. Le canzoni scelte sono Framboise e Marcelle. Lapointe incontra Philippe Weil, che lo ingaggia per un altro cabaret parigino, Les Trois Baudets.
Nel 1960 e 1961, Lapointe registra due dischi con le canzoni Marcelle, Le Poisson fa, Bobo Léon et Aragon et Castille, che infine conquistano il successo. Le composizioni successive non smentiscono questo successo: L'hélicon, Ta Katie t'a quitté, Saucisson de cheval, Comprend qui peut, Méli-mélodie, Le tube de toilette, La maman des poissons.

## Gli anni difficili
Negli anni sessanta, Lapointe e Brassens incrociano le tournée e i recital. Ma il suo spirito estroso gli fa commettere degli errori. Apre un café per concerti, « Le Cadran Bleu », ma fallisce. Brassens lo aiuta a trovare qualche lavoro per vivere. Grazie alla mediazione del direttore di Europe 1, Lucien Morisse, firma un contratto con i dischi AZ. Ma il periodo yéyé è cominciato, e lo stile musicale della fanfara sul quale sono basate tutte le canzoni di Lapointe non ha più successo.
Lapointe dunque intraprende una carriera più cinematografica con il regista Claude Sautet: è così il demente brutale in Il commissario Pelissier (1971) e il camionista in L'amante (1970). Contemporaneamente firma un contratto con Fontana/Philips e parte in tournée per promuovere il nuovo album Comprend qui peut. L'album riporta un dolce ritratto del cantante realizzato dal pittore Maurice Ghiglion-Green che diverrà l'icona di Lapointe.
Nel 1968 inventa il sistema bibi-binario, un sistema di numerazione che precorre la strada dell'evoluzione informatica. Questo sistema sarà pubblicato nel 1970 nel libro Les Cerveaux non humains, introduction à l'Informatique (S.G.P.P.), de Jean-Claude Quiniou, Jean-Marc Font, Gérard Verroust, Philippe e Claudine Marenco. 
Nel frattempo continua a cantare, e la sua ultima apparizione in pubblico è durante il concerto dell'amico e suo fan Pierre Perret nella sala Bobino a Parigi.

## Morte
Colpito da un cancro, muore a 50 anni a Pézenas, il 30 giugno 1972.

## Le Numerazione Bibi
Appassionato di matematica, Boby Lapointe fu anche l'inventore di una codificazione in base 16 che denominò "bibibinaire" (2 elevato 2, elevato 2), oggi più nota come Numerazione Bibi.

## Opere
In tutto registrò una cinquantina di canzoni.
La sua carriera discografica contiene 11 vinili una riedizione in cofanetto. Quattro cd sono editi da Polygram.
- Intégrale des textes (Domens, 1994)
- Partitions : intégrale (Musicum, 1975)

### CD
- Intégrale (Polygram Distribution, 832654-2)
- Boby Lapointe en public (Polygram Distribution, 523359-2)

## Filmografia

### Attore
- Tirate sul pianista (Tirez sur le pianiste), regia di François Truffaut (1960)
- Mais qu'est-ce qui fait courir les crocodiles?, regia di Jacques Poitrenaud (1969)
- L'ardoise, regia di Claude Bernard-Aubert (1969)
- L'amante (Les Choses de la vie), regia di Claude Sautet (1970)
- L'oro dei Bravados, regia di Giancarlo Romitelli (1970)
- Il commissario Pelissier (Max et les ferrailleurs), regia di Claude Sautet (1971)
- Inchiesta su un delitto della polizia (Les Assassins de l'ordre), regia di Marcel Carné (1971)
- Rendez-vous à Bray, regia di André Delvaux (1971)
- L'evaso (La veuve Couderc), regia di Pierre Granier-Deferre (1971)

## Lista delle canzoni
1. Aragon et Castille
2. Framboise !
3. Marcelle
4. Insomnie
5. Le Poisson fa
6. Embrouille minet
7. Petit homme qui vit d'espoir
8. Bobo Léon
9. Tchita
10. Le Beau voyage
11. L'ange
12. Le Troubadour (ou la Crue du Tage)
13. La Fleur bleue contondante
14. La Fille du pécheur
15. Eh ! Toto
16. L'hélicon
17. Léna
18. La Peinture à l'huile
19. Eh ! V'nez les potes
20. J'ai Fantaisie
21. Leçon de guitare sommaire
22. Ta Katie t'a quitté
23. Je joue du violon tzigane
24. T'as pas, t'as pas tout dit
25. Le Papa du papa
26. Aubade à Lydie en do
27. Lumière Tango (Loumiere's Tango)
28. From Two to Two
29. Saucisson de cheval n° 1
30. Saucisson de cheval n° 2
31. L'ami Zantrop
32. La Banane anana
33. L'été où est-il ?
34. La Question ne se pose pas
35. Andrea c'est toi
36. L'Idole et l'enfant
37. Comprend qui peut
38. Monsieur l'agent
39. Méli-mélodie
40. Diba-diba
41. Le Tube de toilette
42. Madam' Mado m'a dit
43. Moi, le philosophe et l'esthète
44. La Maman des poissons
45. Revanche
46. Sentimental bourreau
47. Ça va ça vient
48. In the Desert
49. Mon père et ses verres
50. Je suis né au Chili
51. Le Tigre

## Omaggi
- « Ce satané Boby Lapointe, depuis qu'il a tourné le coin, à Pézenas comme à Paris ses copains et admirateurs ont du mal à s'y habituer. En ce qui me concerne, les soirs où son amitié et sa bonhomie me manquent un peu, je fais comme si rien n'était, j'écoute ses chansons pour qu'il continue à vivre, le bougre, et il continue. Mon vieux Boby, putain de moine et de Piscénois, fais croire à qui tu veux que tu es mort ; avec nous les copains ça ne prend pas » (Georges Brassens).
- « Un jour, lors d'un enregistrement public, qu'est-ce que je vois sur le trottoir : un homme qui flanquait des coups de pieds rageurs à sa voiture : "Bon ! puisque c'est comme ça, puisque tu te conduis mal, je ne te paierai plus d'essence !" Je me suis approché, je me suis enquis de la personnalité du quidam. C'était Boby Lapointe » (Jacques Martin).
- « Autour des années 60-65, nous faisions tous deux partie d'une tournée de Georges Brassens. Nous voyagions par deux ou trois dans des voitures particulières; je partageais celle de Pierre Nicolas, le bassiste de Georges, et nous avions souvent des difficultés d'itinéraire. Nous nous arrêtions pour consulter la carte. J'affirme qu'après avoir pourtant constaté que nous étions sur la bonne route, dans la bonne direction, il nous est arrivé à plusieurs reprises de voir surgir en sens inverse la voiture de Boby qui nous saluait par le toit ouvrant, en continuant sa route. Inutile de dire que nous étions inquiets le soir à l'étape de savoir s'il serait à l'heure pour le spectacle. Il était là, gaillard, serein, arrivé avant nous, mais toujours secret sur ses mystérieux itinéraires » (Pierre Maguelon).